# كليبر لويس البرتي
كليبر لويس البرتي (بالبرتغالية: Cléber Luiz Alberti‏) (20 أغسطس 1982 في البرازيل - ) هو لاعب كرة قدم برازيلي في مركز حراسة المرمى. لعب مع أتلتيكو باراناينسي وإشتوريل برايا وبوتافوغو ريغاتاس ونادي سبورت ريسيفه ونادي بوتافوغو اس بي ونادي سانتا كروز.

## وصلات خارجية
- كليبر لويس البرتي على موقع قاعدة بيانات كرة القدم.إي يو (الإنجليزية)
- كليبر لويس البرتي على موقع Soccerway.com (الإنجليزية)